# Nottingham Forest FC
Nottingham Forest Football Club is een Engelse voetbalclub uit Nottingham die in 1865 werd opgericht. Daarmee is het een van de oudste nog bestaande voetbalclubs ter wereld, maar jonger dan stadsgenoot en aartsrivaal Notts County. De club komt sinds het seizoen 2022/23 uit in de Premier League en speelt haar thuiswedstrijden op de City Ground.
Nottingham Forest verwierf wereldwijde faam door in 1979 en 1980, geheel onverwacht, tweemaal op rij de Europacup I te winnen. Hiermee behoort de club tot de zes Engelse teams die deze prestigieuze prijs hebben veroverd en is het internationaal een van de dertien clubs die de beker meerdere keren hebben gewonnen. Tevens is Nottingham Forest de enige Europese club die vaker de Europacup I/UEFA Champions League won dan dat het landskampioen werd.

## Geschiedenis

### Beginjaren
In 1865 richtte een groep shinty-spelers Nottingham Forest Football Club op, drie jaar na de oprichting van stadsgenoot Notts County. Sinds de oprichting is het 'Garibaldi-rood' de clubkleur. Haar wedstrijden ging de club spelen op het Forest Racecourse, waarvan wordt aangenomen dat het woord 'Forest' in de clubnaam vandaan komt.
De eerste officiële wedstrijd van de club werd op 22 maart 1866 gespeeld tegen Notts County. Op 23 april 1870 speelde Nottingham Forest haar eerste officiële competitiewedstrijd, waarin William Henry Revis het eerste doelpunt scoorde.
In de beginjaren was Nottingham Forest een multi-sport club, met naast voetbal en shinty ook nog bandy en honkbal als activiteiten van de club. Forest hielp verschillende voetbalclubs, waaronder Liverpool, Arsenal en Brighton & Hove Albion, bij de oprichting. Zo stelde het bij de oprichting van Arsenal shirts ter beschikking, de reden dat de Londenaren nog altijd in rode shirts speelt. Daarnaast doneerde ze ook shirts aan Everton en hielpen ze Brighton & Hove Albion aan een vaste speellocatie.
In 1878/79 nam Forest voor het eerst deel aan de FA Cup. In de eerste ronde werd Notts County met 3-1 verslagen, maar de club werd uiteindelijk in de halve finale uitgeschakeld door Old Etonians.
In 1888 werd de English Football League opgericht en werd het eerste landskampioenschap gespeeld, maar Nottingham Forest werd niet toegelaten tot de competitie en sloot zich een jaar later aan bij het concurrerende Football Alliance. In deze competitie werd het voorlaatste.
Bij een wedstrijd tegen Bolton Wanderers, in 1890, werden er voor het eerst in de geschiedenis netten gebruikt in het doel. Dit idee sloeg zo aan dat het na een tijdje verplicht werd bij elke wedstrijd en inmiddels de standaard geworden is.

### Entree in de Football League
Het volgende seizoen werd de club vijfde in de competitie van de Football Alliance, waarna in 1891/92 een kampioenschap volgde met twee punten voorsprong op Newton Heath, het latere Manchester United. Na dat seizoen fuseerde de Football Alliance met de Football League en belandde de meeste Alliance-teams in de nieuw opgerichte Second Division. Vanwege het behaalde kampioenschap mocht Nottingham Forest echter aantreden in de First Division. In de beginjaren kwam Forest niet verder dan een eindklassering in de middenmoot van de competitie.
Nadat de club reeds vier keer was uitgeschakeld in de halve finale in de strijd om de FA Cup lukte het bij de vijfde poging, in 1897/98, de club wél de finale te bereiken. Nadat het in die halve finale Southampton had verslagen moest Forest het in de finale opnemen tegen Derby County. Enkele dagen voor de finale troffen beide ploegen elkaar ook. Die wedstrijd eindigde in een 5-0 overwinning voor Derby County. De finale, onder toeziend oog van 62.000 toeschouwers, werd echter met 3-1 gewonnen door Nottingham Forest.
Forest werd in 1900 en 1902 opnieuw uitgeschakeld in de halve finales van de FA Cup. In 1900/01 behaalde de club een vierde plaats op de ranglijst, het beste resultaat tot dan toe. Na nog enkele middelmatige seizoenen degradeerde de club in 1906 voor het eerst. Echter werd de club meteen kampioen van de Second Division en beperkte het zo de afwezigheid bij de elite tot één seizoen. De daaropvolgende seizoenen bleef Nottingham Forest in de middenmoot hangen tot er een nieuwe degradatie volgde in 1911. Ditmaal kon de club niet meteen terugkeren en eindigde het zelfs in de lagere middenmoot van de Second Division. Het dieptepunt volgde in 1914 toen de club allerlaatste werd in de competitie en zelfs een aanvraag moest indienen om herverkozen te worden als deelnemer aan de competitie. De uitbraak van de Eerste Wereldoorlog voorkwam dit, maar resulteerde er ook in dat de reguliere competitie werd gestaakt.
Met ingang van het seizoen 1919/20 zou de First Division worden uitgebreid met twee teams. Nottingham Forest was een van de acht teams die zich hiervoor aanmeldde, maar zag de extra plaatsen naar Arsenal en Chelsea gaan. Na de oorlog bleef Forest matig presteren totdat in 1922 de titel werd behaald. Het lukte ze de volgende twee seizoenen degradatie af te wenden en in de First Division te blijven, maar na het derde seizoen viel het doek. De resultaten op een niveau lager waren wisselvallig, waarbij de club zelfs degradatie naar het derde niveau ter nauwer nood ontliep door een beter doelsaldo te hebben dan Barnsley in 1938.

### Naoorlogse periode
Nadat de competitie werd onderbroken vanwege de Tweede Wereldoorlog modderde de club bij de hervatting verder aan en degradeerde het voor het eerst in haar bestaan naar de Third Division. Twee seizoenen later werd Nottingham Forest kampioen en promoveerde zo terug naar het tweede niveau. 
Na een aantal keer dicht bij promotie naar de First Division te zijn geweest duurde dit nog tot 1957 voordat het behaald was. Na meer dan twintig jaar afwezigheid maakte de club daardoor haar rentree bij de elite. In het eerste seizoen terug op het hoogste niveau behaalde het de tiende plaats. Het volgende seizoen won de club voor de tweede keer de FA Cup. Deze keer nam Forest het op tegen Luton Town. De winst kreeg een nare bijsmaak door de beenbreuk van Roy Dwight na amper 33 minuten spelen.
De volgende jaren eindigde Forest in de middenmoot of net boven de degradatiezone in de First Division. Inmiddels had Nottingham Forest rivaal Notts County ingehaald als grootste club van de stad. In 1965 eindigde de club eindelijk weer eens in de top vijf. Twee jaar later eindigde het als runner-up achter kampioen Manchester United, omdat de ploeg werd geteisterd door blessureleed eindigde het op een punt achterstand en werd het door Tottenham Hotspur uitgeschakeld in de halve finale van de FA Cup.
Het leek desalniettemin een seizoen om op voort te bouwen, maar de club zakte langzaam aan af door een slechte organisatie. In 1972 degradeerde Forest naar de Second Division.

### Gouden Tijdperk

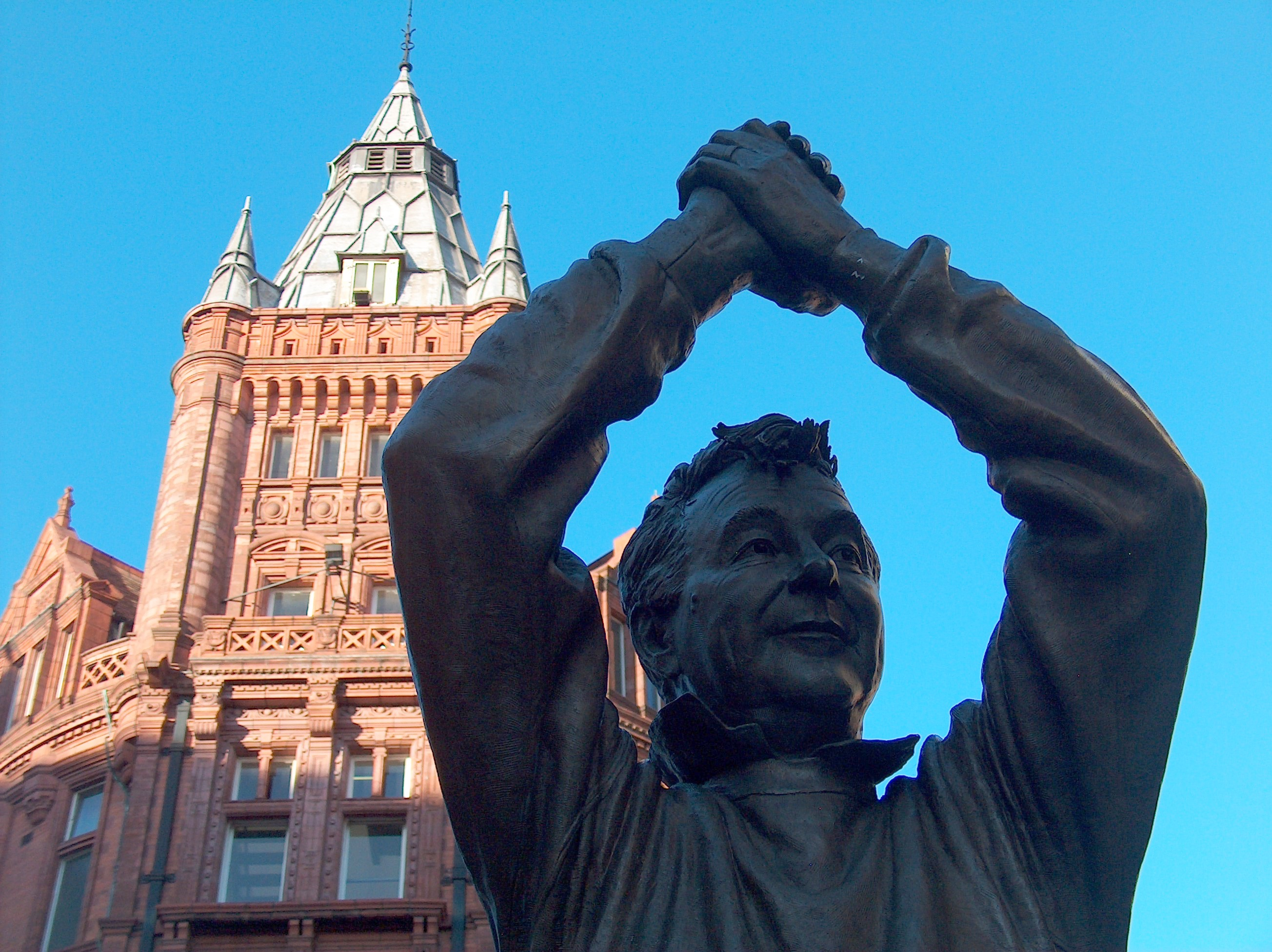
Standbeeld van Clough in Nottingham

Op 6 januari 1975 werd Brian Clough aangesteld als hoofdtrainer van de club, nadat Forest op Tweede kerstdag had verloren van Notts County. Toen Clough aantrad stond de ploeg op de dertiende plaats, maar uiteindelijk eindigde ze dat seizoen op de zestiende plaats. In het eerste volledige seizoen onder zijn leiding bereikte Nottingham Forest als achtste in de Second Division.
In de zomer van 1976 haalde Clough zijn voormalig assistent Peter Taylor binnen bij de club, waar hij dezelfde functie ging bekleden. Taylor lichtte de selectie door en kwam tot de conclusie dat deze niet voldeed aan het niveau waarop Forest actief was. Het duo Clough-Taylor bracht een aantal nieuwe spelers naar de club en zorgde ervoor dat het prestatieniveau omhoog ging. In december 1976 werd het eerste zilverwerk sinds 1959 gewonnen door Leyton Orient te verslaan in de strijd om de Anglo-Scottish Cup. Doordat Bolton Wanderers op de slotdag van datzelfde seizoen punten liet liggen behield Forest een van de promotieplaatsen.

#### Landskampioenschap
Nottingham Forest startte haar terugkeer in de First Division met een 3-1 overwinning op Everton. Doelman Peter Shilton werd nog aangetrokken om het team dat seizoen te versterken en zou uiteindelijk tot 202 competitiewedstrijden voor de club komen. Forest verloor slechts drie van haar eerste zestien wedstrijden en de rest van het seizoen slechts één. Hiermee werd de club in 1978 kampioen van de First Division met zeven punten voorsprong op Liverpool. Het team incasseerde slechts 24 doelpunten in 42 competitiewedstrijden. Ook in de League Cup werd er afgerekend met de club uit Liverpool, waardoor Forest beslag legde op de dubbel.

#### Europees succes
Het seizoen 1978/79 werd begonnen met een 5-0 overwinning op Ipswich Town in de strijd om het Charity Shield. Dat seizoen mocht het deelnemen aan de Europacup I en kreeg het een zware loting in de eerste ronde van het toernooi. Het werd namelijk gekoppeld aan Bob Paisley's titelverdediger Liverpool dat de voorbij drie jaar respectievelijk de UEFA Cup en twee keer de Europacup I had gewonnen. Nottingham Forest won en maakte daarmee een einde aan de Europese hegemonie van The Reds. Op 9 december 1978 maakte Liverpool vervolgens een einde aan Forest's reeks van 42 ongeslagen competitiewedstrijden op rij. Het reeks was het equivalent van een volledig seizoen en verbrak het record van 35 duels van Burnley in 1920/21. Het duurde nog tot 2004 voordat het record van Forest werd verbroken door Arsenal met 49 competitiewedstrijden op rij zonder nederlaag.
In februari 1979 gaf Nottingham Forest als eerste Engelse voetbalclub 1 miljoen pond uit aan een speler; Trevor Francis kwam over van Birmingham City. In de halve finale van de Europacup I schakelde het, mede door een doelpunt van Ian Bowyer, het Duitse Köln uit. In de finale, gespeeld in het Olympiastadion te Berlijn, trof het Malmö. De wedstrijd eindigde in een 1-0 overwinning door een doelpunt van Francis. Later prolongeerde het ook de League Cup door met 3-1 te winnen van Southampton. In de competitie eindigde het team van Clough als tweede achter Liverpool.
Forest besloot niet deel te nemen aan de strijd om de Wereldbeker voetbal voor clubteams, waarna Malmö hun plek innam. In de strijd om de UEFA Super Cup nam Forest het op tegen Barcelona. Ze versloegen de Spanjaarden over twee wedstrijden met 2-1 en konden dus nog een Europese prijs toevoegen aan hun erelijst. In de League Cup bereikte de club haar derde finale op rij. Ditmaal werd er met 1-0 verloren van Wolverhampton Wanderers. In de Europacup I rekende Nottingham Forest af met Berliner FC Dynamo in de kwartfinale en Ajax in de halve finale, voordat het in de finale Hamburger SV tegenkwam. Deze finale, gespeeld in Estadio Santiago Bernabéu, werd met 1-0 gewonnen, waardoor het team de beker met succes verdedigde. Hiermee is Forest nog steeds de enige club in Europa die vaker de Europacup I heeft gewonnen dan de eigen landstitel. In de First Division eindigde de ploeg van Clough als vijfde.
De UEFA Super Cup werd niet met succes verdedigd, die werd gewonnen door het Spaanse Valencia. In een nieuwe strijd om de Europacup I werd Forest al in de eerste ronde uitgeschakeld door het Bulgaarse CSKA Sofia. Ditmaal nam de club wél deel aan de Wereldbeker voetbal voor clubteams, maar deze werd verloren van Club Nacional de Football uit Uruguay.
Het succesvolle team werd verkocht om de waarde van de spelers om te zetten in geld. Zowel Clough als Taylor beschouwde dit later als grote fout. Er werd een nieuw team opgebouwd, maar deze wist niet mee te spelen om de prijzen.
In de halve finale van de UEFA Cup in 1983/84 werd Nottingham Forest uitgeschakeld door het Belgische Anderlecht. De wedstrijd was erg controversieel nadat een doelpunt van Forest werd afgekeurd en Anderlecht een zeer omstreden strafschop kreeg. In 1997 zou blijken dat Anderlecht-voorzitter Constant Vanden Stock de scheidsrechter voor die wedstrijd een lening van 1,2 miljoen Belgische frank had beloofd.

#### Uitgesloten
Het volgende seizoen werd de club derde en werd het in de UEFA Cup opnieuw door een Belgische club uitgeschakeld, deze keer deed Club Brugge dit al in de eerste ronde. Na enkele eindklasseringen in de middenmoot eindigde de club in 1988 als derde in de First Division. Door het Heizeldrama zat er echter geen Europees ticket aan vast. Alle Engelse clubs werden immers vijf jaar uitgesloten van Europees voetbal. In de FA Cup reikte Forest tot de halve finale.
Nottingham Forest versloeg Everton met 4-3 in de finale van de Full Members Cup in 1989 en rekende later af met Luton Town in de strijd om de League Cup. Dit had als opmaat naar een unieke bekertreble kunnen leiden, maar op 15 april 1989 werd deze abrupt verstoord. In de halve finale tegen Liverpool kwamen 97 Liverpool-fans om het leven tijdens de Hillsboroughramp waarbij een paniekuitbraak op de tribune een stormloop van toeschouwers tot gevolg had. Liverpool won daarna de replay met 3-1. Ondanks de gewonnen bekers en een derde plaats in de competitie mocht Forest opnieuw niet deelnemen aan Europees voetbal.
Ook in 1990 nam de club de League Cup mee naar huis, nadat het van Oldham Athletic had gewonnen. Een jaar later bereikte Clough voor het eerst de FA Cup-finale met zijn ploeg. Met spelers als Roy Keane en Stuart Pearce hoopte het team het zilverwerk te winnen, maar de finale werd met 2-1 verloren van Tottenham Hotspur.
In de zomer van 1991 werd Teddy Sheringham als recordaankoop toegevoegd aan de selectie. Dat seizoen werd de Full Members Cup-finale gewonnen van Southampton, maar ging de League Cup-finale met 1-0 verloren tegen Manchester United. In de First Division eindigde Nottingham Forest als achtste, waardoor het zich plaatste voor de nieuw opgerichte Premier League.
In de nieuwe competitie had Nottingham Forest het lastig. Het achttiende en laatste seizoen onder leiding van succestrainer Clough eindigde in mei 1993 met een degradatie naar het tweede niveau. Nigel Clough, de zoon van Brian, scoorde het laatste doelpunt van zijn vaders dienstverband in de met 2-1 verloren wedstrijd tegen Ipswich Town. Na de degradatie besloot Keane de club te verruilen voor Manchester United.

### Heen en weer
In het eerste seizoen na het vertrek van Brian Clough, 1993/94, als hoofdtrainer van de club keerde Forest direct terug naar de Premier League. In 1994/95 eindigde het team, onder leiding van Frank Clark, op de derde plaats en kwalificeerde het zich voor het eerst sinds het Heizeldrama voor de UEFA Cup. In dat toernooi reikte Nottingham Forest tot de kwartfinale, die het verloor van Bayern München, terwijl het in de Premier League als negende eindigde.
Tijdens het seizoen 1996/97 was het team verwikkeld in een degradatiestrijd, waarbij Clark besloot de club te verlaten in december 1996. Aanvoerder Stuart Pearce werd daarop aangesteld als speler-trainer, waarbij het team een kleine opleving kende in de competitie. Desalniettemin slaagde Nottingham Forest er niet in zich te handhaven. Het daaropvolgende seizoen werden ze direct weer kampioen en keerde het dus terug op het hoogste niveau. Hoofdtrainer Ron Atkinson slaagde er niet in de club dat jaar op dat niveau te houden, waardoor ze weer afgleden. Forest verloor zelfs met 8-1 van Manchester United.

### Dreigend faillissement
Voormalig Engeland-aanvoerder David Platt moest Forest er weer bovenop brengen en spendeerde in twee jaar liefst 12 miljoen pond aan nieuwe spelers. Desondanks kwam het team niet verder dan de veertiende en elfde plaats. De club kreeg te maken met grote schulden en was daardoor niet in de gelegenheid het team te versterken. Vanwege de schulden besloot hoofdtrainer Paul Hart het volledige elftal te koop aan te bieden in de zomer van 2002. Hierdoor vertrok onder andere Stern John bij de club.
In 2002/03 plaatste de club zich, ondanks de uitverkoop, wel voor de play-offs om promotie. Hierin werd het uitgeschakeld door Sheffield United. Een seizoen later streed het continu tegen degradatie naar het derde niveau, iets wat onder de vervanger van Hart, Joe Kinnear, werd voorkomen door als veertiende te eindigen. Echter gleed het team in 2004/05 opnieuw af naar de degradatiezone. Verschillende trainerswissels hadden niet het gewenste effect en Nottingham eindigde dan ook als 23e. Hiermee werd het de eerste Europacup I-winnaar die degradeerde naar het derde niveau. Toch kwamen er nog steeds ongeveer 22.000 bezoekers naar de thuiswedstrijden. In haar eerste seizoen op het derde niveau in 54 jaar eindigde het team op de zevende plaats.
Colin Calderwood werd in mei 2006 aangesteld als hoofdtrainer van de club. Calderwood was alweer de 12e manager in dertien jaar tijd sinds het vertrek van succestrainer Brian Clough. Zijn dienstverband werd gekenmerkt door het herbouwen van de club en het team. In zijn eerste seizoen leidde hij The Tricky Trees naar de play-offs om promotie. Hierin werd het tot ieders verbazing uitgeschakeld door Yeovil Town. In het tweede seizoen onder Calderwood werd automatische promotie bewerkstelligd naar het Championship. Hierin wist Calderwood het team niet uit de degradatiezone te houden, wat zijn interim-opvolger John Pemberton wel lukte. Uiteindelijk eindigde Forest op de veilige negentiende plaats.
Gedurende het seizoen 2009/10 stond Nottingham Forest lange tijd in de top drie en zette het goede reeksen neer, waaronder 12 thuisoverwinningen op rij. Het team eindigde uiteindelijk als derde en werd in de halve finales van de play-offs uitgeschakeld door Blackpool. Ook in 2010/11 nam Forest deel aan de play-offs, maar ditmaal werd het verslagen door de latere winnaar Swansea City.
In juni 2011 tekende Steve McClaren een driejarig contract als hoofdtrainer van de club. Hij kende echter een bijzonder moeizame start, waarna hij in oktober 2011 alweer vertrok. Na het ontslag van McClaren maakte voorzitter en clubeigenaar Nigel Doughty bekend aan het einde van het lopende seizoen zijn taken als voorzitter neer te leggen. Doughty, sinds 1999 eigenaar van de club, overleed plotseling op 4 februari 2012.

### Nieuwe eigenaren

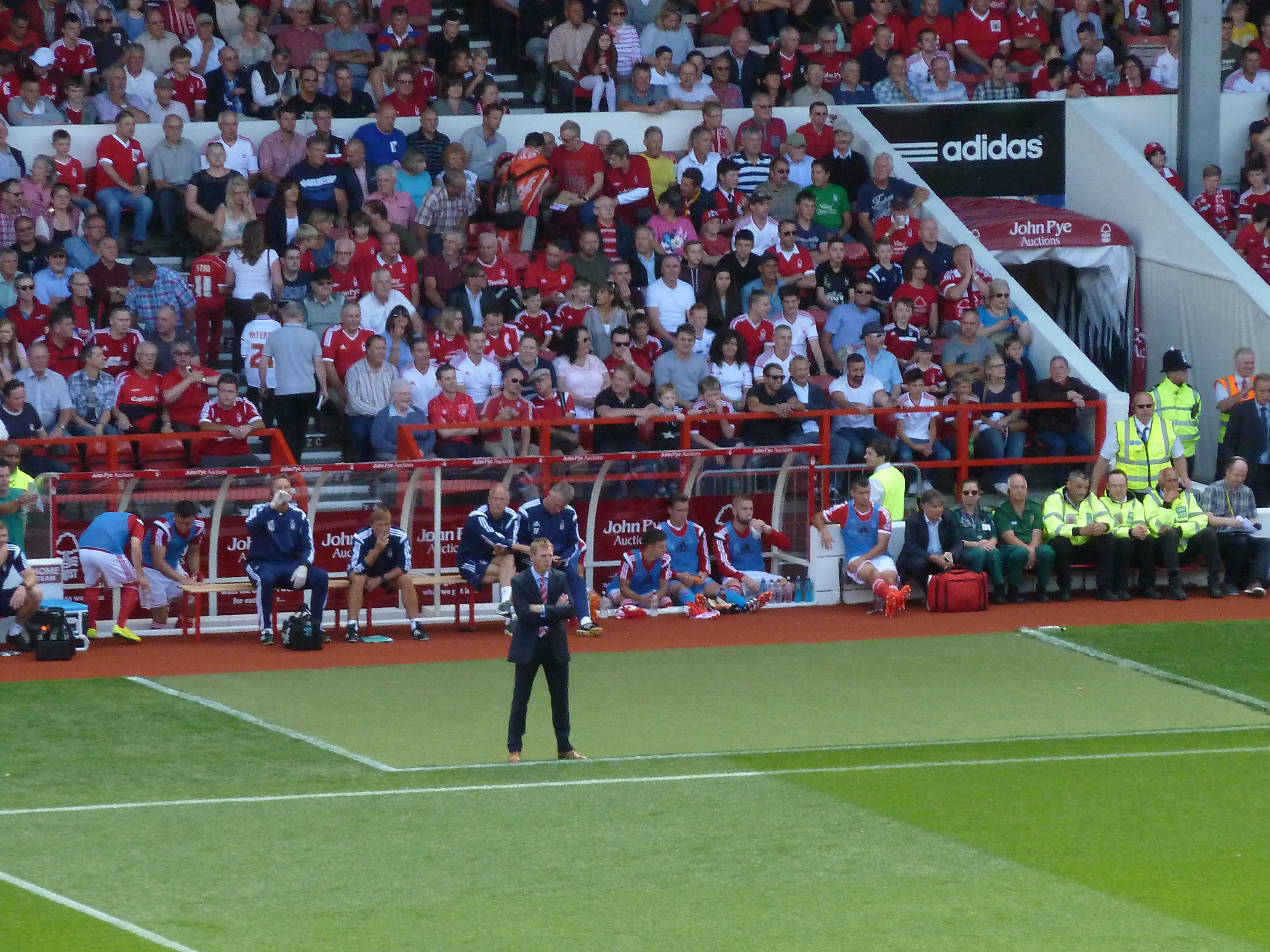
Pearce bij zijn terugkeer als trainer

#### Familie Al-Hasawi
De club werd in juli 2012 overgenomen door de familie Al-Hasawi uit Koeweit. Zij stelden voormalig Doncaster Rovers en Crawley Town-trainer Sean O'Driscoll aan als nieuwe hoofdtrainer. In december van dat jaar stond Forest op de negende plaats, slechts drie punten verwijderd van de play-off plaatsen. Desondanks werd er alweer afscheid genomen van O'Driscoll, nadat er in het bestuur, bestaande uit Al-Hasawi-familieleden, wijzigingen hadden plaatsgevonden. Alex McLeish werd aangesteld, maar slechts 40 dagen later werd de samenwerking reeds beëindigd.
In het seizoen 2014/15 kende Nottingham Forest een vliegende start onder leiding van voormalig Forest-speler Stuart Pearce. Na zeven wedstrijden ging de club aan de leiding in het Championship, maar daarna kwam de klad erin. Zes nederlagen in zeven duels betekende het einde voor Pearce. Op last van de clubeigenaren moest hij op 1 februari 2015 afstand doen van zijn functie.
Na wederom een eindklassering in de middenmoot in 2015/16 ontliep de club een jaar ternauwernood degradatie naar de League One. 

#### Evangelos Marinakis
Op 18 mei 2017 rondde de Griek Evangelos Marinakis zijn overname van de club af, waarna er een einde kwam aan het eigenaarschap van de Al-Hasawi familie. Halverwege het seizoen 2017/18 werd het dienstverband van Mark Warburton beëindigd. Warburton werd vervangen door Aitor Karanka, die aantrad nadat interim-trainer Gary Brazil het team net voorbij Arsenal had geleid in de strijd om de FA Cup. Karanka trok 10 nieuwe spelers aan in de transferperiode van januari 2018. Na een zeventiende eindklassering dat seizoen werden er die zomer nog eens 14 nieuwe spelers aangetrokken. Daarop verbeterde de resultaten van Forest, maar ondanks een sterke klassering werd in januari 2019 het contract van de Spanjaard ontbonden.
Oud-speler Martin O'Neill volgde hem op, maar werd de volgende zomer alweer ontslagen nadat het team niet meer achter hem bleek te staan. Sabri Lamouchi leek Nottingham Forest vervolgens naar de play-offs te leiden, maar op de laatste speeldag van 2019/20 daalde de club naar de zevende plaats, waardoor er geen deelname aan de play-offs volgde. Na een slechte start van het seizoen 2020/21 werd Lamouchi vervangen door voormalig Brighton & Hove Albion-trainer Chris Hughton. Ook hij hield het niet lang vol bij Forest, want na elf maanden moest hij plaats maken toen het team geen van zijn eerste zeven wedstrijden in het seizoen 2021/22 wist te winnen.
Ondanks dat voorzitter Nicholas Randall bij het aantreden van Marinakis had beloofd dat de club binnen vijf jaar weer Europees voetbal zou spelen, zorgde een slecht transferbeleid en een slechte organisatiecultuur ervoor dat de club nog altijd in het Championship actief was. Op 21 september 2021 maakte Nottingham Forest bekend Steve Cooper te hebben aangesteld als hoofdtrainer van de club. Cooper verbeterde de resultaten en het spel van het team. Rond Kerstmis stond de club op de zevende plaats en aan het einde van het seizoen zelfs op de vierde plaats, waardoor het weer deel mocht nemen aan de play-offs. Forest versloeg Sheffield United na strafschoppen in de halve finale, waarna het op Wembley mocht aantreden tegen Huddersfield Town. Deze wedstrijd werd met 1-0 gewonnen wat resulteerde in een terugkeer in de Premier League voor het eerst sinds 1999.

### Roerige Premier League-jaren
De uitgeputte ploeg werd in aanloop naar haar rentree op het hoogste niveau aangevuld met maar liefst 21 nieuwe spelers, een nieuw Brits record. Ook verbrak de club meerdere malen haar eigen uitgavenrecord, waarbij het laatste record werd gevestigd op 25 miljoen pond voor Morgan Gibbs-White die overkwam van Wolverhampton Wanderers. Op 5 oktober 2022 werd het contract van Cooper met drie jaar verlengd, terwijl de ploeg net vijfmaal op rij had verloren. Hoewel de resultaten iets verbeterde verkeerde Nottingham in april in de degradatiezone. Op 20 mei 2023 stelde Forest nog een seizoen Premier League-voetbal veilig door met 1-0 te winnen van Arsenal, waardoor het ook de titelstrijd in het voordeel van Manchester City besliste. Het team behaalde 11 punten in haar laatste zes wedstrijden dat seizoen.
Op 19 december 2023 werd Cooper, ondanks een doorlopend contract, ontslagen. Hij werd opgevolgd door Nuno Espírito Santo. In januari 2024 werd de club aangeklaagd voor het overtreden van de Premier League profit- and sustainability rules over het seizoen 2022/23. Hierop volgde in maart een puntenstraf van vier punten in mindering, waardoor de club zich terugvond in de degradatiezone. De club ging in beroep tegen de straf, maar deze werd afgewezen. Ondanks de puntenstraf wist Nuno de ploeg in de Premier League te houden door als zeventiende te eindigen, boven Sheffield United, Burnley en Luton Town.
Het daaropvolgende seizoen startte boven verwachting. Na tien wedstrijden was Nottingham terug te vinden op de derde plaats op de Premier League-ranglijst, achter koploper Liverpool en nummer twee Manchester City. Chris Wood had een belangrijk aandeel in de prestaties, door achtmaal trefzeker te zijn in de eerste tien wedstrijden. In november 2024 wist Forest-eigenaar Marinakis sportief directeur Edu Gaspar los te weken bij Arsenal om de sportieve koers uit te zetten bij zijn clubs, naast Forest bezit hij ook het Griekse Olympiakos en het Portugese Rio Ave.

## Erelijst
| Internationaal                       |    |                        |
| Europacup I                          | 2x | 1979, 1980             |
| Europese Supercup                    | 1x | 1979                   |
| Nationaal                            |    |                        |
| Football League First Division       | 1x | 1978                   |
| Football League Second Division      | 3x | 1907, 1922, 1998       |
| Football League Third Division South | 1x | 1951                   |
| FA Cup                               | 2x | 1898, 1959             |
| Football League Cup                  | 4x | 1978, 1979, 1989, 1990 |
| FA Charity Shield                    | 1x | 1978                   |
| Full Members Cup                     | 2x | 1989, 1992             |
| Football Alliance                    | 1x | 1892                   |

## Stadion

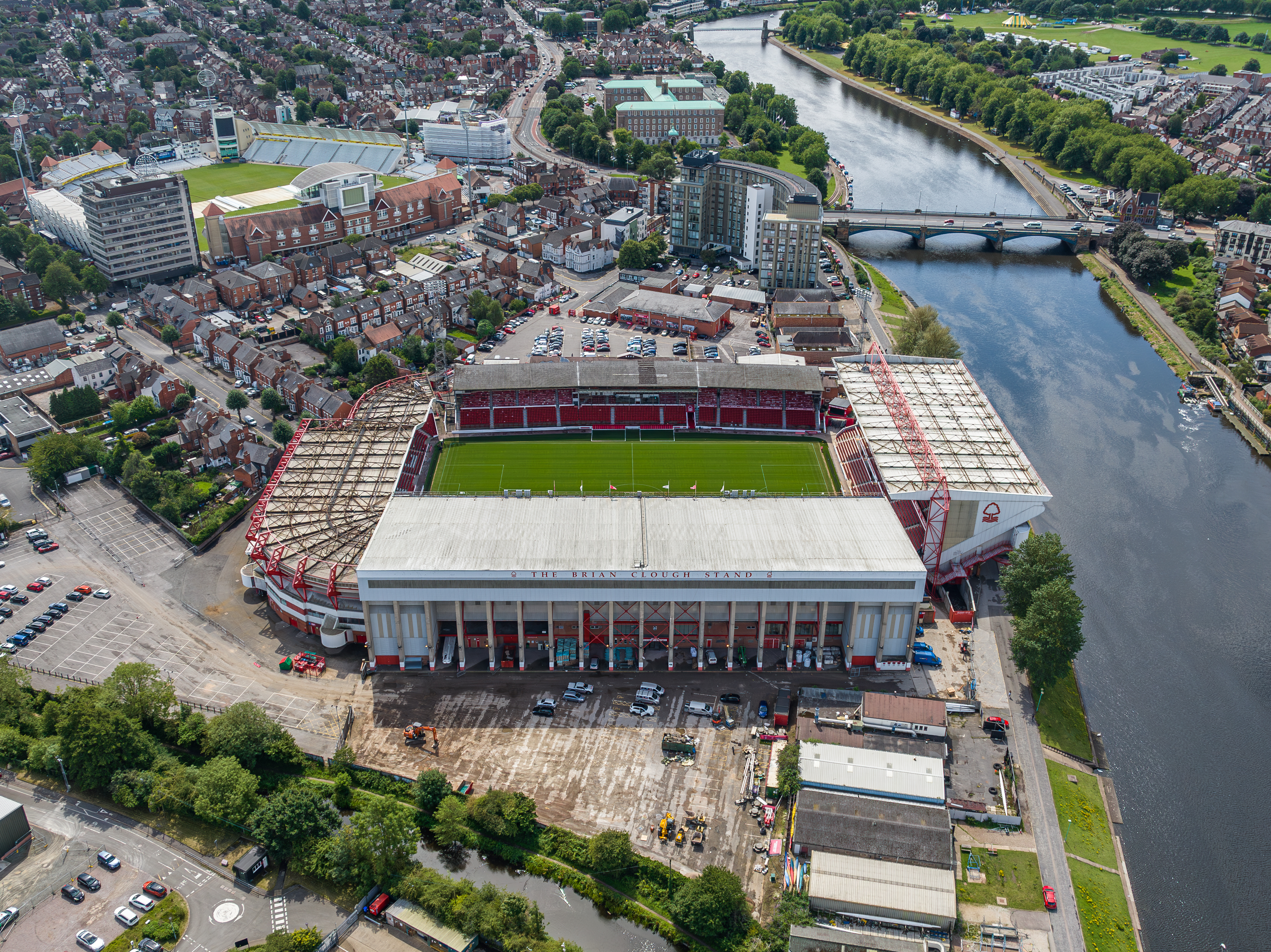
City Ground

Sinds 1898 is City Ground, op de oevers van de Trent, het thuisstadion van Nottingham Forest. Anno 2024 heeft het stadion een capaciteit van 30.404 toeschouwers. Het is slechts 300 meter verwijderd van het stadion van rivaal Notts County, Meadow Lane.
In 2019 werd bekend dat de club plannen had het stadion te vernieuwen, waardoor de capaciteit zou toenemen tot 38.000. Gehoopt werd aan het einde van het seizoen 2019/20 te beginnen met de verbouwing, maar de start werd uitgesteld. In september 2022 werden de bouwvergunning goedgekeurd.

## Eerste elftal

### Selectie
| Nr.           | Naam                  | Sinds      | Contract   | Vorige club                |
| Doelmannen    | Doelmannen            | Doelmannen | Doelmannen | Doelmannen                 |
| ------------- | --------------------- | ---------- | ---------- | -------------------------- |
| 18            | Angus Gunn            | 2025       | 2026       | Norwich City FC            |
| 26            | Matz Sels             | 2024       | 2027       | Strasbourg                 |
| 33            | Carlos Miguel         | 2024       | 2028       | Corinthians                |
| Verdedigers   |                       |            |            |                            |
| 3             | Neco Williams         | 2022       | 2029       | Liverpool FC               |
| 4             | Morato                | 2024       | 2029       | SL Benfica                 |
| 5             | Murillo               | 2023       | 2029       | Corinthians                |
| 17            | Eric da Silva Moreira | 2024       | 2028       | FC St. Pauli               |
| 23            | Jair Cunha            | 2025       | 2030       | Botafogo FR                |
| 27            | Omar Richards         | 2022       | 2026       | FC Bayern München          |
| 30            | Willy Boly            | 2022       | 2026       | Wolverhampton Wanderers FC |
| 31            | Nikola Milenković     | 2024       | 2029       | ACF Fiorentina             |
| 34            | Ola Aina              | 2023       | 2028       | Torino FC                  |
| 36            | David Carmo           | 2024       | 2029       | FC Porto                   |
| 44            | Zach Abbott           | 2024       | 2029       |                            |
| Middenvelders |                       |            |            |                            |
| 6             | Ibrahim Sangaré       | 2023       | 2028       | PSV                        |
| 8             | Elliot Anderson       | 2024       | 2029       | Newcastle United FC        |
| 10            | Morgan Gibbs-White    | 2022       | 2028       | Wolverhampton Wanderers FC |
| 16            | Nicolás Domínguez     | 2023       | 2028       | Bologna FC 1909            |
| 21            | Omari Hutchinson      | 2025       | 2030       | Ipswich Town FC            |
| 22            | Ryan Yates            | 2016       | 2028       | Scunthorpe United FC       |
| 24            | James McAtee          | 2025       | 2030       | Manchester City FC         |
| 32            | Marko Stamenić        | 2024       | 2029       | Rode Ster Belgrado         |
| Aanvallers    |                       |            |            |                            |
| 7             | Callum Hudson-Odoi    | 2023       | 2026       | Chelsea FC                 |
| 9             | Taiwo Awoniyi         | 2022       | 2027       | 1. FC Union Berlin         |
| 11            | Chris Wood            | 2023       | 2027       | Newcastle United FC        |
| 14            | Dan Ndoye             | 2025       | 2030       | Bologna FC 1909            |
| 19            | Igor Jesus            | 2025       | 2029       | Botafogo FR                |
| 20            | Jota Silva            | 2024       | 2028       | Vitória SC                 |
|               | Josh Bowler           | 2022       | 2026       | Blackpool FC               |
|               | Emmanuel Dennis       | 2022       | 2026       | Watford FC                 |

Laatste update: 17 augustus 2025

### Staf
| Functie            | Naam                | Sinds | Contract | Vorige club             |
| ------------------ | ------------------- | ----- | -------- | ----------------------- |
| Hoofdtrainer       | Nuno Espirito Santo | 2023  | 2028     | Al-Ittihad              |
| Assistent-trainers | Julio Figueroa      | 2023  | 2026     | Wolverhampton Wanderers |
| Assistent-trainers | Rui Pedro Silva     | 2023  | 2026     | Famalicão               |
| Assistent-trainers | Axl Rice            | 2024  |          |                         |
| Assistent-trainers | Steven Reid         | 2023  |          | Schotland               |
| Keeperstrainer     | Rui Barbosa         | 2023  | 2026     | Al-Ittihad              |

Laatste update: 17 augustus 2025

## Overzichtslijsten

### Eindklasseringen
- 1947 11e
Second Division
- 1948 19e
Second Division
- 1949 21e
Second Division
- 1950 4e
Third Division North / South
- 1951 1e
Third Division North / South
- 1952 4e
Second Division
- 1953 7e
Second Division
- 1954 4e
Second Division
- 1955 15e
Second Division
- 1956 7e
Second Division
- 1957 2e
Second Division
- 1958 10e
First Division
- 1959 13e
First Division
- 1960 20e
First Division
- 1961 14e
First Division
- 1962 19e
First Division
- 1963 9e
First Division
- 1964 13e
First Division
- 1965 5e
First Division
- 1966 18e
First Division
- 1967 2e
First Division
- 1968 11e
First Division
- 1969 18e
First Division
- 1970 15e
First Division
- 1971 16e
First Division
- 1972 21e
First Division
- 1973 14e
Second Division
- 1974 7e
Second Division
- 1975 16e
Second Division
- 1976 8e
Second Division
- 1977 3e
Second Division
- 1978 1e
First Division
- 1979 2e
First Division
- 1980 5e
First Division
- 1981 7e
First Division
- 1982 12e
First Division
- 1983 5e
First Division
- 1984 3e
First Division
- 1985 9e
First Division
- 1986 8e
First Division
- 1987 8e
First Division
- 1988 3e
First Division
- 1989 3e
First Division
- 1990 9e
First Division
- 1991 8e
First Division
- 1992 8e
First Division
- 1993 22e
Premier League
- 1994 2e
First Division
- 1995 3e
Premier League
- 1996 9e
Premier League
- 1997 20e
Premier League
- 1998 1e
First Division
- 1999 20e
Premier League
- 2000 14e
First Division
- 2001 11e
First Division
- 2002 16e
First Division
- 2003 6e
First Division
- 2004 14e
First Division
- 2005 23e
Championship
- 2006 7e
League One
- 2007 4e
League One
- 2008 2e
League One
- 2009 19e
Championship
- 2010 3e
Championship
- 2011 6e
Championship
- 2012 19e
Championship
- 2013 8e
Championship
- 2014 11e
Championship
- 2015 14e
Championship
- 2016 16e
Championship
- 2017 21e
Championship
- 2018 17e
Championship
- 2019 9e
Championship
- 2020 7e
Championship
- 2021 17e
Championship
- 2022 4e
Championship
- 2023 16e
Premier League
- 2024 17e
Premier League
- 2025 7e
Premier League

- First Division
- Second Division
- Third Division
- Premier League
- Championship
- League One

ⓘ In 1992 invoering van de Premier League en opheffing van de Fourth Division; in 2004 opheffing van de First, Second en Third Division.

### Seizoensresultaten
| 1977–1978 |    | 22 | Football League First Division | 42 | 25 | 14 | 3  | 69–24 | 64 |
| 1978–1979 | 2  | 22 | Football League First Division | 42 | 21 | 18 | 3  | 61–26 | 60 |
| 1979–1980 | 5  | 22 | Football League First Division | 42 | 20 | 8  | 14 | 63–43 | 48 |
| 1980–1981 | 7  | 22 | Football League First Division | 42 | 19 | 12 | 11 | 62–44 | 50 |
| 1981–1982 | 12 | 22 | Football League First Division | 42 | 15 | 12 | 15 | 42–48 | 57 |
| 1982–1983 | 5  | 22 | Football League First Division | 42 | 20 | 9  | 13 | 62–50 | 69 |
| 1983–1984 | 3  | 22 | Football League First Division | 42 | 22 | 8  | 12 | 76–45 | 74 |
| 1984–1985 | 9  | 22 | Football League First Division | 42 | 19 | 7  | 16 | 56–48 | 64 |
| 1985–1986 | 8  | 22 | Football League First Division | 42 | 19 | 11 | 12 | 69–53 | 68 |
| 1986–1987 | 8  | 22 | Football League First Division | 42 | 18 | 11 | 13 | 64–51 | 65 |
| 1987–1988 | 3  | 21 | Football League First Division | 40 | 20 | 13 | 7  | 67–39 | 73 |
| 1988–1989 | 3  | 22 | Football League First Division | 38 | 17 | 13 | 8  | 64–43 | 64 |
| 1989–1990 | 9  | 22 | Football League First Division | 38 | 15 | 9  | 14 | 55–47 | 54 |
| 1990–1991 | 8  | 22 | Football League First Division | 38 | 14 | 12 | 12 | 65–50 | 54 |
| 1991–1992 | 8  | 22 | Football League First Division | 42 | 16 | 11 | 15 | 60–58 | 59 |
| 1992–1993 | 22 | 22 | Premier League                 | 42 | 10 | 10 | 22 | 41–62 | 40 |
| 1993–1994 | 2  | 24 | Football League First Division | 46 | 23 | 14 | 9  | 74–49 | 83 |
| 1994–1995 | 3  | 22 | Premier League                 | 42 | 22 | 11 | 9  | 72–43 | 77 |
| 1995–1996 | 9  | 20 | Premier League                 | 38 | 15 | 13 | 10 | 50–54 | 58 |
| 1996–1997 | 20 | 20 | Premier League                 | 38 | 6  | 16 | 16 | 31–59 | 34 |
| 1997–1998 | 1  | 24 | Football League First Division | 46 | 28 | 10 | 8  | 82–42 | 94 |
| 1998–1999 | 20 | 20 | Premier League                 | 38 | 7  | 9  | 22 | 35–69 | 30 |
| 1999–2000 | 14 | 24 | Football League First Division | 46 | 14 | 14 | 18 | 53–55 | 56 |
| 2000–2001 | 11 | 24 | Football League First Division | 46 | 20 | 8  | 18 | 55–53 | 68 |
| 2001–2002 | 16 | 24 | Football League First Division | 46 | 12 | 18 | 16 | 50–51 | 54 |
| 2002–2003 | 6  | 24 | Football League First Division | 46 | 20 | 14 | 12 | 82–50 | 74 |
| 2003–2004 | 14 | 24 | Football League First Division | 46 | 15 | 15 | 16 | 61–58 | 60 |
| 2004–2005 | 23 | 24 | Football League Championship   | 46 | 9  | 17 | 20 | 42–66 | 44 |
| 2005–2006 | 7  | 24 | Football League One            | 46 | 19 | 12 | 15 | 67–52 | 69 |
| 2006–2007 | 4  | 24 | Football League One            | 46 | 23 | 13 | 10 | 65–41 | 82 |
| 2007–2008 | 2  | 24 | Football League One            | 46 | 22 | 16 | 8  | 64–32 | 82 |
| 2008–2009 | 19 | 24 | Football League Championship   | 46 | 13 | 14 | 19 | 50–65 | 53 |
| 2009–2010 | 3  | 24 | Football League Championship   | 46 | 22 | 13 | 11 | 65–40 | 79 |
| 2010–2011 | 6  | 24 | Football League Championship   | 46 | 20 | 15 | 11 | 69–50 | 75 |
| 2011–2012 | 19 | 24 | Football League Championship   | 46 | 14 | 8  | 24 | 48–63 | 50 |
| 2012–2013 | 8  | 24 | Football League Championship   | 46 | 17 | 16 | 13 | 63–59 | 67 |
| 2013–2014 | 11 | 24 | Football League Championship   | 46 | 16 | 17 | 13 | 67–64 | 65 |
| 2014–2015 | 14 | 24 | Football League Championship   | 46 | 15 | 15 | 17 | 71–69 | 59 |
| 2015–2016 | 16 | 24 | Football League Championship   | 46 | 13 | 16 | 17 | 43–47 | 55 |
| 2016–2017 | 21 | 24 | EFL Championship               | 46 | 14 | 9  | 23 | 62–72 | 51 |
| 2017–2018 | 17 | 24 | EFL Championship               | 46 | 15 | 8  | 23 | 51–65 | 53 |
| 2018–2019 | 9  | 24 | EFL Championship               | 46 | 17 | 15 | 14 | 61–54 | 66 |
| 2019–2020 | 7  | 24 | EFL Championship               | 46 | 18 | 16 | 12 | 58-50 | 70 |
| 2020–2021 | 17 | 24 | EFL Championship               | 46 | 12 | 16 | 18 | 37-45 | 52 |
| 2021–2022 | 4  | 24 | EFL Championship               | 46 | 23 | 11 | 12 | 73-40 | 80 |
| 2022–2023 | 16 |    | Premier League                 | 38 | 9  | 11 | 18 | 38-68 | 38 |
| 2023–2024 | 17 |    | Premier League                 | 38 | 9  | 9  | 20 | 49-67 | 32 |

### Forest in Europa
Nottingham Forest FC speelt sinds 1961 in diverse Europese competities. Hieronder staan de competities en in welke seizoenen de club deelnam:
- Europacup I (3x)

1978/79, 1979/80, 1980/81
- Europa League (1x)

2025/26
- UEFA Cup (3x)

1983/84, 1984/85, 1995/96
- Jaarbeursstedenbeker (2x)

1961/62, 1967/68
- Europese Supercup (2x)

1979, 1980
Dikgedrukte seizoenen is winst van het toernooi

## Bekende (oud-)Reds

### Spelers
- Hans van Breukelen
- Brian Clough
- Nigel Clough
- Dean Henderson
- Pierre van Hooijdonk
- Callum Hudson-Odoi
- Brennan Johnson
- Roy Keane
- Jesse Lingard
- John Metgod
- Martin O'Neill
- Stuart Pearce
- David Platt
- Ibrahim Sangaré
- Peter Shilton
- John Terry
- Des Walker
- Neco Williams

### Trainers
- Colin Calderwood
- Brian Clough
- Steve Cooper
- Nuno Espírito Santo
- Steve McClaren
- David Platt
- Stuart Pearce
- Billy Walker

## Trivia
- De club speelde in de eerste wedstrijd waarbij de scheidsrechter een fluit gebruikte in plaats van een vlag.
- Nottingham Forest is de enige club die vaker de Europacup I (voorloper van de UEFA Champions League) won dan de landstitel.
- De twee sterren boven het logo van Nottingham Forest symboliseren de twee gewonnen Europacup I van 1979 en 1980.